# Władysław Jachowicz
Władysław Jachowicz, ps. „Konar” (ur. 2 marca 1907 w Tykadłowie, zm. 17 października 1973 w Zduńskiej Woli) – polski żołnierz, kapitan piechoty Wojska Polskiego.

## Młodość
Urodził się 2 marca 1907 roku w Tykadłowie k. Kalisza. Był piątym spośród ośmiorga dzieci Tomasza Jachowicza, organisty, i Wiktorii z Graczykowskich. Uczęszczał do gimnazjum w Zduńskiej Woli. Po ukończeniu gimnazjum i otrzymaniu świadectwa dojrzałości w 1926 roku, za namową ojca rozpoczął naukę w Wyższym Seminarium Duchownym we Włocławku. Zaprzyjaźnił się tam z Józefem Balcerczykiem późniejszym pułkownikiem kapelanem Armii Krajowej. W 1930 roku porzucił Seminarium i rozpoczął roczny kurs unitarny w batalionie szkolnym podchorążych piechoty w Ostrowi Mazowieckiej, a w 1931 roku naukę w Szkole Podchorążych Piechoty w Ostrowi Mazowieckiej. Szkołę ukończył w 1933 roku promowany w dniu 15 sierpnia do stopnia podporucznika piechoty służby stałej i przydziałem do 31 pułku Strzelców Kaniowskich w Sieradzu. W 1936 roku został awansowany do stopnia porucznika. W 1938 roku zawarł związek małżeński z Marianną Leszówną. 

## Wojna obronna 1939 roku i konspiracja
W przeddzień wybuchu kampanii wrześniowej, dostał rozkaz opuszczenia macierzystej jednostki i stawienia się w sztabie gen. Wiktora Thommée, w charakterze oficera operacyjnego. Wojnę Obronną zakończył broniąc Twierdzy Modlin, aż do jej kapitulacji. Pełnił tam funkcję oficera operacyjnego sztabu obrony twierdzy dowodzonej przez gen. Wiktora Thommée. Uniknął niewoli hitlerowskiej i w mundurze oraz z szablą wrócił do Zduńskiej Woli.
W 1940 roku wyjechał do Warszawy i tam pod fałszywym nazwiskiem Antoni Krępski podjął pracę dozorcy. Nawiązał kontakt z Polską Organizacją Zbrojną (POZ). W połowie 1942 roku współorganizował formowanie batalionu „Chrobry I”. W sierpniu 1942 roku po scaleniu POZ z Armią Krajową pełnił funkcję oficera w sztabie batalionu do momentu wybuchu powstania warszawskiego.

## Powstanie warszawskie
Po wybuchu powstania warszawskiego dowodził 4 kompanią batalionu „Chrobry I”. Walczył na Woli i na terenie Starego Miasta, był dowódcą obrony Arsenału, który przez cały okres walk na Starówce był nazywany „Redutą Konara”. 24 sierpnia 1944 roku został awansowany do stopnia kapitana i objął dowództwo batalionu „Chrobry I”, którym dowodził do końca powstania. 7 września wraz z pozostałymi żołnierzami z batalionu „Chrobry I” przeszedł kanałami do Śródmieścia. Po upadku powstania został osadzony w Oflagu II C w Woldenbergu, po wyzwoleniu którego wstąpił do 2 Korpusu Polskiego gen. Władysława Andersa. Żołnierzem powstania był również Stefan - brat Władysława, który organizował punkty nadawcze radiostacji podziemnych.

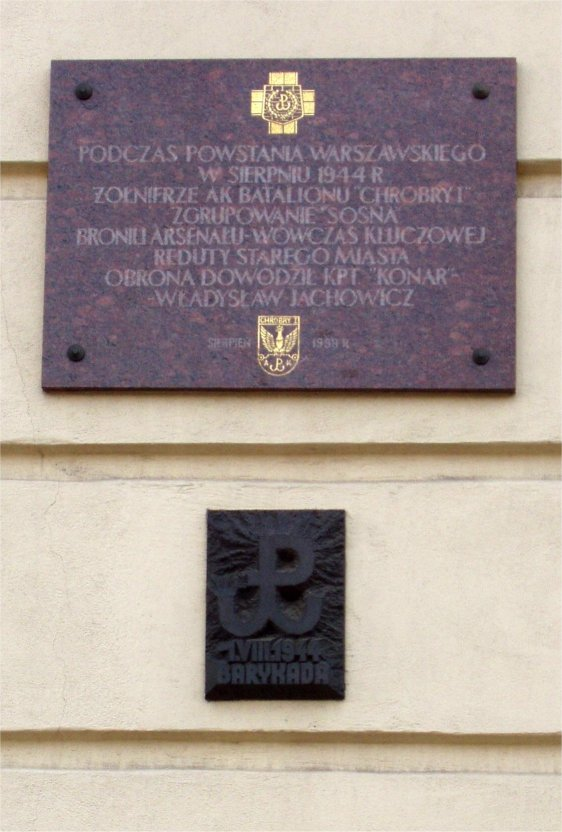
Pamiątkowa tablica na warszawskim Arsenale - „Reduta Konara”

## Po wojnie
Do Zduńskiej Woli powrócił w 1946 roku. Pracował w Państwowej Centrali Handlowej oraz w Wojewódzkim Przedsiębiorstwie Handlu Wewnętrznego jako główny księgowy. Społecznie działał w Ochotniczej Straży Pożarnej. W 1949 roku został wybrany Naczelnikiem Ochotniczej Straży Pożarnej w Zduńskiej Woli, którym pozostał do 1966 roku, a społecznie w OSP pracował do marca 1973 roku.
Zmarł 17 października 1973 roku w Zduńskiej Woli, pochowany na Starym Cmentarzu.

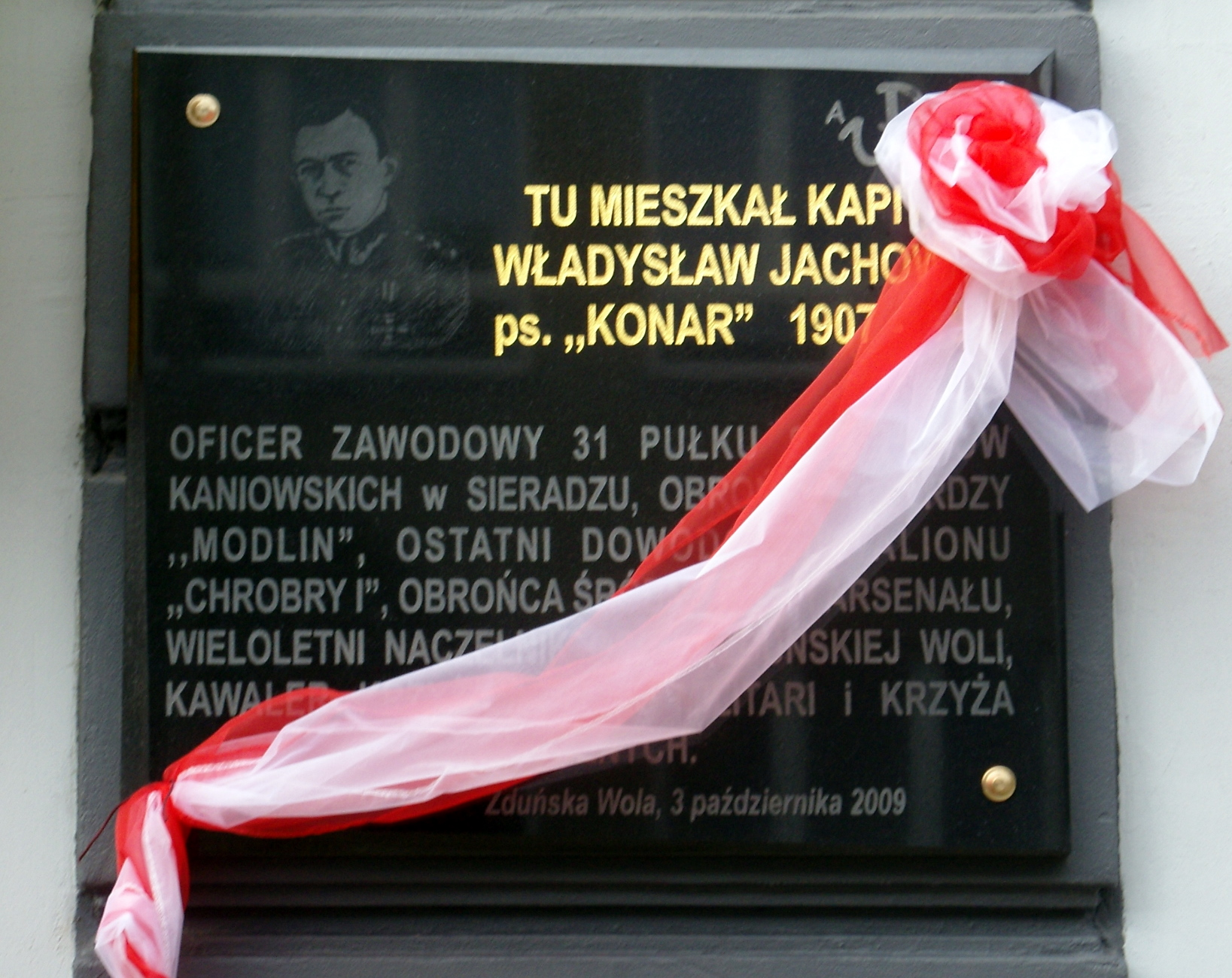
Pamiątkowa tablica odsłonięta w Zduńskiej Woli, na kamienicy w której mieszkał.

## Awanse
- podporucznik – 1933
- porucznik – 1936
- kapitan – 1944

## Ordery i odznaczenia
- Krzyż Srebrny Orderu Virtuti Militari (18 sierpnia 1944)
- Krzyż Walecznych (1944)
- Medal Wojska
- Warszawski Krzyż Powstańczy (pośmiertnie, 1982)[2]
- Krzyż Armii Krajowej (1970)

## Upamiętnienie
W 1993 roku na murach warszawskiego Arsenału odsłonięto tablicę upamiętniającą bohaterską jego obronę przez kpt. „Konara”.
3 października 2009 roku w hołdzie bohaterskiemu „Konarowi” odsłonięto pamiątkową tablicę, umieszczoną na murze kamienicy przy ulicy Jarosława Dąbrowskiego 7 w Zduńskiej Woli, gdzie mieszkał kapitan Władysław Jachowicz.